# Casimir Ehrnrooth (militär)

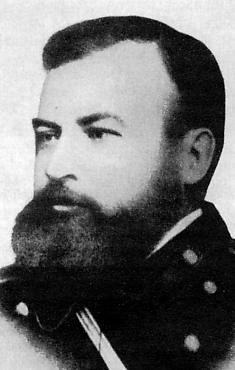
Casimir Ehrnrooth.

Johan Casimir Ehrnrooth, född 26 november 1833 i Nastola, död 5 februari 1913 i Helsingfors, var en finländsk militär och ämbetsman. Han var son till Gustaf Adolf Ehrnrooth och bror till Adelaïde Ehrnrooth.
Ehrnrooth gick i rysk militärtjänst och deltog i Kaukasiska kriget, blev 1862 överste, 1863 generalmajor och 1877 under kriget mot Turkiet generallöjtnant. 1880 erhöll han avsked ur rysk tjänst för att överta krigsministerposten i den nyupprättade bulgariska staten. Som chef för en provisorisk regering organiserade han 1881 en statskupp till furst Alexanders förmån men måste avgå samma år på grund av meningsskiljaktigheter med ryska sändebudet i Sofia. År 1882 blev han medhjälpare hos ministerstatssekreteraren för Finland, och blev 1888 själv ministerstatssekreterare. Som sådan visade han sig undfallande för russifieringsträvandena och satte bland annat sin underskrift under tsarmanifestet om strafflagens upphävande 1890. År 1891 föll han dock i onåd och entledigades.